# ナヒチェヴァン自治ソビエト社会主義共和国

ナヒチェヴァン自治ソビエト社会主義共和国
Нахичеванская Автономная Советская Социалистическая Республика
 Нахчыван Мухтар Совет Сосиалист Республикасы

ナヒチェヴァン自治ソビエト社会主義共和国（ナヒチェヴァンじちソビエトしゃかいしゅぎきょうわこく、アゼルバイジャン語: Нахчыван Мухтар Совет Сосиалист Республикасы）またはナヒチェヴァンASSRは、ソビエト連邦に存在した自治共和国。現在アゼルバイジャンの飛び地になっているナヒチェヴァン自治共和国の位置に存在した。

## 歴史
1920年に赤軍がこの地を占領すると、ボリシェヴィキはこの地にナヒチェヴァンASSRを設置し、1924年にアゼルバイジャン・ソビエト社会主義共和国の管轄となった。1926年には人口の15%あまりがアルメニア人だったが、アゼルバイジャン本土からの移民などにより1979年には総人口の1.4%にまで減少した。一方アゼルバイジャン人は85%から96%に増加している。
共和国旗は1937年に導入され、文字はアゼルバイジャン語とアルメニア語の両方の言語で書かれている。アゼルバイジャン語がラテン文字からキリル文字になった1940年代以降、この旗は使われなくなった。
1990年にソビエト連邦の崩壊が起こると、これに伴ってこの地はアゼルバイジャン共和国のナヒチェヴァン自治共和国に再編されナヒチェヴァンASSRは消滅した。
2008年アゼルバイジャン中央銀行はナヒチェヴァン自治ソビエト社会主義共和国の85周年を記念して金銀の対の記念コインを造幣した。